# Tercera guerra il·líria
La tercera guerra il·líria fou un conflicte armat entre la república romana i el regne d'Il·líria el 168 aC.

## Antecedents
Els romans, que lluitaven contra Perseu de Macedònia a la Tercera Guerra Macedònica estaven acampats al riu Genesus el 168 aC i se'ls havien unit contingents ballins, apol·loniats i dirraquians, i en assabentar-se d'una possible aliança entre Perseu de Macedònia i Gentius del Regne d'Il·líria van decidir començar les hostilitats.

## Desenvolupament del conflicte
Gentius va reunir al seu exèrcit d'uns 15.000 homes al riu Lissus i va enviar Caravanti, amb 1.000 infants i 500 cavallers fou enviat contres els cavis, un poble il·liri favorable als romans que no obeïa a Gentius. Quan Caravanti els va demanar de sotmetre's van preferir aguantar un setge i no rendir-se; no obstant la ciutat de Durnium va obrir portes a Caravanti, però una ciutat que es deia Caravandis, els va tancar i quan va atacar la rodalia i va saquejar els camps va patir nombroses baixes.
Gentius va avançar cap a Bassània, una ciutat a pocs quilòmetres del Lissus mentre Luci Anici Gal, que estava estacionat a Apol·lònia d'Il·líria i va decidir reunir-se amb el gros de les forces romanes que dirigia Appi Claudi Centó a la vora del riu Genusos aportant a més a més 2000 infants partins dirigits per Epicadus i 200 cavallers partins dirigits per Algalus.
Luci Anici Gal fou informat que els pirates il·liris estaven atacant la costa de Dirràquium i Apollonia i va sortir amb la flota romana per atacar la flota enemiga obligant els vaixells il·liris a retirar-se; després es va dirigir cap a la zona on era Appi Claudi, obligant el rei Gentius a retirar-se cap a la seva capital de Scodra i part del seu exèrcit es va rendir als romans. La clemència de Gal va incitar a moltes ciutats a sotmetre's i Luci Anici Gal va poder avançar fins Scodra. Gentius va sortir de la ciutat per enfrontar-se als romans en camp obert, però Luci Anici Gal va posar les seves forces en fuita. El rei va enviar ambaixadors a demanar una treva de tres dies per considerar que havia de fer i en realitat per esperar reforços del seu germà Caravanti. Luci Anici Gal li va concedir els tres dies i com que els reforços no van arribar, el mateix Gentius va anar al camp romà i es va rendir de la manera més humil.
Gal va entrar a Scodra on va alliberar els presoners romans i va enviar a un dels alliberats, Perpenna, a Roma, amb la notícia de la rendició de Gentius.

## Conseqüències
El Regne d'Il·líria fou incorporat a la República de Roma. Luci Anici Gal va fer la campanya en trenta dies i el senat li va declarar un agraïment públic de tres dies. Al seu retorn a Roma Gal va celebrar el triomf.
Es van produir algunes revoltes, la darrera de les quals fou a Dalmàcia. Des de l'any 12 en què Dalmàcia va quedar totalment sotmesa, aquesta regió i Il·líria, tot i que eren regions diferents, reberen els dos noms indiferentment (tècnicament Il·líria era el país entre el Save i la mar Adriàtica).